# Eleições autárquicas portuguesas de 2001 no distrito de Faro
| Eleições autárquicas portuguesas de 2001 Distritos: Aveiro \| Beja \| Braga \| Bragança \| Castelo Branco \| Coimbra \| Évora \| Faro \| Guarda \| Leiria \| Lisboa \| Portalegre \| Porto \| Santarém \| Setúbal \| Viana do Castelo \| Vila Real \| Viseu \| Açores \| Madeira |

## Resultados por concelho
Os resultados nos concelhos do Distrito de Faro foram os seguintes:

### Albufeira
| Partido                 | Partido                        | Votos  | %               | +/-   | Vereadores | +/-     |
| ----------------------- | ------------------------------ | ------ | --------------- | ----- | ---------- | ------- |
|                         | Partido Social Democrata       | 5 871  | 48,02 / 100,00  | 23,74 | 4 / 7      | 2       |
|                         | Partido Socialista             | 4 437  | 36,29 / 100,00  | 1,37  | 3 / 7      | Estável |
|                         | Coligação Democrática Unitária | 673    | 5,50 / 100,00   | 2,27  | 0 / 7      | Estável |
|                         | Partido Popular                | 672    | 5,50 / 100,00   | 21,07 | 0 / 7      | 2       |
| Votos Inválidos         | Votos Inválidos                | 573    | 4,68 / 100,00   | 0,95  |            |         |
| Total                   | Total                          | 12 226 | 100,00 / 100,00 |       | 7 / 7      |         |
| Eleitorado/Participação | Eleitorado/Participação        | 22 383 | 54,62 / 100,00  | 6,34  |            |         |

### Alcoutim
| Partido                 | Partido                        | Votos | %               | +/-   | Vereadores | +/-     |
| ----------------------- | ------------------------------ | ----- | --------------- | ----- | ---------- | ------- |
|                         | Partido Social Democrata       | 1 495 | 55,31 / 100,00  | 8,86  | 3 / 5      | Estável |
|                         | Partido Socialista             | 860   | 31,82 / 100,00  | 12,22 | 2 / 5      | Estável |
|                         | Coligação Democrática Unitária | 128   | 4,74 / 100,00   | 0,49  | 0 / 5      | Estável |
|                         | Partido Popular                | 95    | 3,51 / 100,00   | 3,15  | 0 / 5      | Estável |
| Votos Inválidos         | Votos Inválidos                | 125   | 4,62 / 100,00   | 0,70  |            |         |
| Total                   | Total                          | 2 703 | 100,00 / 100,00 |       | 5 / 5      |         |
| Eleitorado/Participação | Eleitorado/Participação        | 3 693 | 73,19 / 100,00  | 0,78  |            |         |

### Aljezur
| Partido                 | Partido                        | Votos | %               | +/-   | Vereadores | +/-     |
| ----------------------- | ------------------------------ | ----- | --------------- | ----- | ---------- | ------- |
|                         | Partido Socialista             | 1 907 | 60,21 / 100,00  | 20,25 | 3 / 5      | 1       |
|                         | Coligação Democrática Unitária | 549   | 17,34 / 100,00  | 27,03 | 1 / 5      | 2       |
|                         | Partido Social Democrata       | 493   | 15,57 / 100,00  | 5,54  | 1 / 5      | 1       |
|                         | Partido Popular                | 36    | 1,14 / 100,00   | 0,05  | 0 / 5      | Estável |
| Votos Inválidos         | Votos Inválidos                | 182   | 5,75 / 100,00   | 1,30  |            |         |
| Total                   | Total                          | 3 167 | 100,00 / 100,00 |       | 5 / 5      |         |
| Eleitorado/Participação | Eleitorado/Participação        | 4 671 | 67,80 / 100,00  | 0,91  |            |         |

### Castro Marim
| Partido                 | Partido                        | Votos | %               | +/-  | Vereadores | +/-     |
| ----------------------- | ------------------------------ | ----- | --------------- | ---- | ---------- | ------- |
|                         | Partido Social Democrata       | 2 218 | 48,85 / 100,00  | 0,67 | 3 / 5      | Estável |
|                         | Partido Socialista             | 2 031 | 44,74 / 100,00  | 0,73 | 2 / 5      | Estável |
|                         | Partido Popular                | 95    | 2,09 / 100,00   | 1,39 | 0 / 5      | Estável |
|                         | Coligação Democrática Unitária | 47    | 1,04 / 100,00   | 0,96 | 0 / 5      | Estável |
| Votos Inválidos         | Votos Inválidos                | 149   | 3,28 / 100,00   | 0,49 |            |         |
| Total                   | Total                          | 4 540 | 100,00 / 100,00 |      | 5 / 5      |         |
| Eleitorado/Participação | Eleitorado/Participação        | 5 981 | 75,91 / 100,00  | 2,16 |            |         |

### Faro
| Partido                 | Partido                        | Votos  | %               | +/-   | Vereadores | +/-  |
| ----------------------- | ------------------------------ | ------ | --------------- | ----- | ---------- | ---- |
|                         | Partido Social Democrata       | 10 919 | 42,47 / 100,00  | 13,89 | 4 / 7      | 2    |
|                         | Partido Socialista             | 10 032 | 39,02 / 100,00  | 7,70  | 3 / 7      | 1    |
|                         | Coligação Democrática Unitária | 2 587  | 10,06 / 100,00  | 4,92  | 0 / 7      | 1    |
|                         | CDS-PPM                        | 729    | 2,84 / 100,00   | Novo  | 0 / 7      | Novo |
|                         | Bloco de Esquerda              | 407    | 1,58 / 100,00   | Novo  | 0 / 7      | Novo |
| Votos Inválidos         | Votos Inválidos                | 1 035  | 4,02 / 100,00   | 1,37  |            |      |
| Total                   | Total                          | 25 709 | 100,00 / 100,00 |       | 7 / 7      |      |
| Eleitorado/Participação | Eleitorado/Participação        | 47 826 | 53,76 / 100,00  | 3,07  |            |      |

### Lagoa
| Partido                 | Partido                        | Votos  | %               | +/-  | Vereadores | +/-     |
| ----------------------- | ------------------------------ | ------ | --------------- | ---- | ---------- | ------- |
|                         | Partido Social Democrata       | 4 963  | 54,16 / 100,00  | 7,16 | 4 / 7      | Estável |
|                         | Partido Socialista             | 3 075  | 33,56 / 100,00  | 7,35 | 3 / 7      | Estável |
|                         | Coligação Democrática Unitária | 493    | 5,38 / 100,00   | 2,20 | 0 / 7      | Estável |
|                         | Partido Popular                | 290    | 3,16 / 100,00   | 1,91 | 0 / 7      | Estável |
| Votos Inválidos         | Votos Inválidos                | 342    | 3,73 / 100,00   | 0,47 |            |         |
| Total                   | Total                          | 9 163  | 100,00 / 100,00 |      | 7 / 7      |         |
| Eleitorado/Participação | Eleitorado/Participação        | 15 200 | 60,28 / 100,00  | 4,43 |            |         |

### Lagos
| Partido                 | Partido                        | Votos  | %               | +/-   | Vereadores | +/-     |
| ----------------------- | ------------------------------ | ------ | --------------- | ----- | ---------- | ------- |
|                         | Partido Socialista             | 5 592  | 43,89 / 100,00  | 21,68 | 4 / 7      | 2       |
|                         | Partido Social Democrata       | 5 492  | 43,11 / 100,00  | 0,66  | 3 / 7      | 1       |
|                         | Coligação Democrática Unitária | 960    | 7,54 / 100,00   | 9,79  | 0 / 7      | 1       |
|                         | Partido Popular                | 271    | 2,13 / 100,00   | 5,70  | 0 / 7      | Estável |
| Votos Inválidos         | Votos Inválidos                | 425    | 3,33 / 100,00   | 0,85  |            |         |
| Total                   | Total                          | 12 740 | 100,00 / 100,00 |       | 7 / 7      |         |
| Eleitorado/Participação | Eleitorado/Participação        | 20 407 | 62,43 / 100,00  | 1,04  |            |         |

### Loulé
| Partido                 | Partido                        | Votos  | %               | +/-  | Vereadores | +/-     |
| ----------------------- | ------------------------------ | ------ | --------------- | ---- | ---------- | ------- |
|                         | Partido Social Democrata       | 13 160 | 46,84 / 100,00  | 6,90 | 4 / 7      | 1       |
|                         | Partido Socialista             | 12 357 | 43,98 / 100,00  | 8,84 | 3 / 7      | 1       |
|                         | Partido Popular                | 632    | 2,25 / 100,00   | 1,26 | 0 / 7      | Estável |
|                         | Bloco de Esquerda              | 442    | 1,57 / 100,00   | Novo | 0 / 7      | Novo    |
|                         | Coligação Democrática Unitária | 407    | 1,45 / 100,00   | 0,94 | 0 / 7      | Estável |
| Votos Inválidos         | Votos Inválidos                | 1 099  | 3,91 / 100,00   | 0,06 |            |         |
| Total                   | Total                          | 28 097 | 100,00 / 100,00 |      | 7 / 7      |         |
| Eleitorado/Participação | Eleitorado/Participação        | 48 151 | 58,35 / 100,00  | 2,77 |            |         |

### Monchique
| Partido                 | Partido                        | Votos | %               | +/-  | Vereadores | +/-     |
| ----------------------- | ------------------------------ | ----- | --------------- | ---- | ---------- | ------- |
|                         | Partido Socialista             | 2 425 | 54,86 / 100,00  | 6,16 | 3 / 5      | 1       |
|                         | Partido Social Democrata       | 1 224 | 27,69 / 100,00  | 4,13 | 2 / 5      | 1       |
|                         | Coligação Democrática Unitária | 525   | 11,88 / 100,00  | 2,67 | 0 / 5      | Estável |
|                         | Partido Popular                | 57    | 1,29 / 100,00   | 0,19 | 0 / 5      | Estável |
| Votos Inválidos         | Votos Inválidos                | 189   | 4,28 / 100,00   | 0,46 |            |         |
| Total                   | Total                          | 4 420 | 100,00 / 100,00 |      | 5 / 5      |         |
| Eleitorado/Participação | Eleitorado/Participação        | 6 329 | 69,84 / 100,00  | 2,24 |            |         |

### Olhão
| Partido                 | Partido                        | Votos  | %               | +/-  | Vereadores | +/-     |
| ----------------------- | ------------------------------ | ------ | --------------- | ---- | ---------- | ------- |
|                         | Partido Socialista             | 7 235  | 48,78 / 100,00  | 2,05 | 4 / 7      | Estável |
|                         | Partido Social Democrata       | 4 425  | 29,84 / 100,00  | 0,13 | 3 / 7      | 1       |
|                         | Coligação Democrática Unitária | 1 135  | 7,65 / 100,00   | 3,77 | 0 / 7      | 1       |
|                         | Partido Popular                | 1 107  | 7,46 / 100,00   | 3,97 | 0 / 7      | Estável |
|                         | PCTP/MRPP                      | 303    | 2,04 / 100,00   | -    | 0 / 7      | -       |
| Votos Inválidos         | Votos Inválidos                | 626    | 4,22 / 100,00   | 0,34 |            |         |
| Total                   | Total                          | 14 831 | 100,00 / 100,00 |      | 7 / 7      |         |
| Eleitorado/Participação | Eleitorado/Participação        | 31 812 | 46,62 / 100,00  | 3,04 |            |         |

### Portimão
| Partido                 | Partido                        | Votos  | %               | +/-  | Vereadores | +/-     |
| ----------------------- | ------------------------------ | ------ | --------------- | ---- | ---------- | ------- |
|                         | Partido Socialista             | 10 152 | 50,82 / 100,00  | 3,74 | 4 / 7      | Estável |
|                         | Partido Social Democrata       | 4 668  | 23,37 / 100,00  | 9,69 | 2 / 7      | 1       |
|                         | CDS-PPM                        | 2 517  | 12,60 / 100,00  | Novo | 1 / 7      | Novo    |
|                         | Coligação Democrática Unitária | 1 493  | 7,47 / 100,00   | 3,33 | 0 / 7      | Estável |
|                         | Bloco de Esquerda              | 285    | 1,43 / 100,00   | Novo | 0 / 7      | Novo    |
| Votos Inválidos         | Votos Inválidos                | 863    | 4,32 / 100,00   | 0,19 |            |         |
| Total                   | Total                          | 19 978 | 100,00 / 100,00 |      | 7 / 7      |         |
| Eleitorado/Participação | Eleitorado/Participação        | 38 317 | 52,14 / 100,00  | 6,51 |            |         |

### São Brás de Alportel
| Partido                 | Partido                        | Votos | %               | +/-   | Vereadores | +/-     |
| ----------------------- | ------------------------------ | ----- | --------------- | ----- | ---------- | ------- |
|                         | Partido Socialista             | 2 045 | 42,33 / 100,00  | 12,42 | 3 / 5      | Estável |
|                         | Partido Social Democrata       | 1 868 | 38,67 / 100,00  | 9,24  | 2 / 5      | Estável |
|                         | Coligação Democrática Unitária | 489   | 10,12 / 100,00  | 3,33  | 0 / 5      | Estável |
|                         | Partido Popular                | 257   | 5,32 / 100,00   | 3,80  | 0 / 5      | Estável |
| Votos Inválidos         | Votos Inválidos                | 172   | 3,56 / 100,00   | 0,47  |            |         |
| Total                   | Total                          | 4 831 | 100,00 / 100,00 |       | 5 / 5      |         |
| Eleitorado/Participação | Eleitorado/Participação        | 7 684 | 62,87 / 100,00  | 1,09  |            |         |

### Silves
| Partido                 | Partido                        | Votos  | %               | +/-  | Vereadores | +/-     |
| ----------------------- | ------------------------------ | ------ | --------------- | ---- | ---------- | ------- |
|                         | Partido Social Democrata       | 7 011  | 42,51 / 100,00  | 4,29 | 4 / 7      | 1       |
|                         | Coligação Democrática Unitária | 5 213  | 31,61 / 100,00  | 0,39 | 2 / 7      | Estável |
|                         | Partido Socialista             | 2 936  | 17,80 / 100,00  | 4,54 | 1 / 7      | 1       |
|                         | Partido Popular                | 373    | 2,26 / 100,00   | 1,13 | 0 / 7      | Estável |
|                         | Bloco de Esquerda              | 152    | 0,92 / 100,00   | Novo | 0 / 7      | Novo    |
| Votos Inválidos         | Votos Inválidos                | 806    | 4,89 / 100,00   | 0,61 |            |         |
| Total                   | Total                          | 16 491 | 100,00 / 100,00 |      | 7 / 7      |         |
| Eleitorado/Participação | Eleitorado/Participação        | 27 681 | 59,58 / 100,00  | 1,87 |            |         |

### Tavira
| Partido                 | Partido                        | Votos  | %               | +/-  | Vereadores | +/-     |
| ----------------------- | ------------------------------ | ------ | --------------- | ---- | ---------- | ------- |
|                         | Partido Social Democrata       | 7 450  | 54,04 / 100,00  | 2,32 | 4 / 7      | Estável |
|                         | Partido Socialista             | 5 095  | 36,96 / 100,00  | 2,24 | 3 / 7      | Estável |
|                         | Coligação Democrática Unitária | 452    | 3,28 / 100,00   | 0,69 | 0 / 7      | Estável |
|                         | Partido Popular                | 129    | 0,94 / 100,00   | 0,32 | 0 / 7      | Estável |
|                         | Bloco de Esquerda              | 124    | 0,90 / 100,00   | Novo | 0 / 7      | Novo    |
| Votos Inválidos         | Votos Inválidos                | 537    | 3,89 / 100,00   | 0,04 |            |         |
| Total                   | Total                          | 13 787 | 100,00 / 100,00 |      | 7 / 7      |         |
| Eleitorado/Participação | Eleitorado/Participação        | 20 985 | 65,70 / 100,00  | 0,88 |            |         |

### Vila do Bispo
| Partido                 | Partido                        | Votos | %               | +/-   | Vereadores | +/-     |
| ----------------------- | ------------------------------ | ----- | --------------- | ----- | ---------- | ------- |
|                         | Partido Social Democrata       | 1 395 | 43,04 / 100,00  | 9,19  | 2 / 5      | 1       |
|                         | Partido Socialista             | 1 216 | 37,52 / 100,00  | 13,40 | 2 / 5      | 1       |
|                         | Coligação Democrática Unitária | 499   | 15,40 / 100,00  | 2,79  | 1 / 5      | Estável |
|                         | Partido Popular                | 45    | 1,39 / 100,00   | 0,17  | 0 / 5      | Estável |
| Votos Inválidos         | Votos Inválidos                | 86    | 2,66 / 100,00   | 1,58  |            |         |
| Total                   | Total                          | 3 241 | 100,00 / 100,00 |       | 5 / 5      |         |
| Eleitorado/Participação | Eleitorado/Participação        | 4 397 | 73,71 / 100,00  | 1,81  |            |         |

### Vila Real de Santo António
| Partido                 | Partido                        | Votos  | %               | +/-   | Vereadores | +/-     |
| ----------------------- | ------------------------------ | ------ | --------------- | ----- | ---------- | ------- |
|                         | Partido Socialista             | 3 482  | 37,03 / 100,00  | 7,06  | 3 / 7      | 1       |
|                         | Coligação Democrática Unitária | 2 945  | 31,32 / 100,00  | 11,61 | 2 / 7      | 1       |
|                         | Partido Social Democrata       | 2 391  | 25,43 / 100,00  | 16,34 | 2 / 7      | 2       |
|                         | Partido Popular                | 230    | 2,45 / 100,00   | 1,60  | 0 / 7      | Estável |
|                         | Bloco de Esquerda              | 72     | 0,77 / 100,00   | Novo  | 0 / 7      | Novo    |
| Votos Inválidos         | Votos Inválidos                | 282    | 3,00 / 100,00   | 0,04  |            |         |
| Total                   | Total                          | 9 402  | 100,00 / 100,00 |       | 7 / 7      |         |
| Eleitorado/Participação | Eleitorado/Participação        | 14 893 | 63,13 / 100,00  | 2,23  |            |         |